# Sphegina apicalis
Sphegina apicalis är en tvåvingeart som beskrevs av Tokuichi Shiraki 1930. Sphegina apicalis ingår i släktet midjeblomflugor, och familjen blomflugor.
Artens utbredningsområde är Taiwan. Inga underarter finns listade i Catalogue of Life.